# クリス・ウィロック
クリス・ウィロック（Chris Willock 、1998年1月31日 - ）は、イングランド・ロンドン出身のプロサッカー選手。カーディフ・シティFC所属。ポジションはFW。

## 経歴

### クラブ
5歳でアーセナルFCのアカデミーに入団。2014年、16歳でトップチームのプレシーズンマッチに出場した。2016年9月20日、リーグカップのノッティンガム・フォレストFC戦でトップチームデビュー。
2017年6月30日、SLベンフィカに5年契約で完全移籍。しかしトップチームでの出番はなく、リザーブチームやレンタル先でのプレーを余儀なくされた。
2020年10月5日、移籍金75万ポンドでクイーンズ・パーク・レンジャーズFCに移籍。
2024年7月12日、カーディフ・シティFCに移籍。

### 代表
ユース年代のイングランド代表歴がある。

## 人物
兄のマティ、弟のジョーもサッカー選手。2017年5月に行われたアーセナルFCリザーブとマンチェスター・ユナイテッドFCリザーブの試合では3兄弟が同時にピッチに立った。
モントセラトにルーツを持つ。

## タイトル

### 個人
- UEFA U-17欧州選手権大会ベストイレブン: 2015[9]